# بوروفسكيي (تجومين)
بوروفسكيي (بالروسية: Боровский) هي مدينة في مقاطعة تيومين أوبلاست في روسيا.